# Basili III de Moscou
Basili III Ivanovitx o Basili III de Moscou (en rus: Василий III Иванович,) (Moscou, 25 de març de 1479 – Moscou, 3 de desembre de 1533) fou el Gran Príncep de Moscou de 1505 a 1533. Era fill d'Ivan III Vasiliyevich i Sofia Paleòloga i fou cristianitzat amb el nom de Gavriil (Гавриил).
Basili va continuar la política del seu pare i va passar la major part del seu regnat consolidant els guanys d'Ivan. A la mort d'Alexandre I Jagelló en 1506 va postular-se al tron polonès, però els nobles polonesos van triar Segimon el Vell, que va ser coronat rei de Polònia i gran duc de Lituània. Va annexionar les darreres províncies autònomes de Pskov el 1510, l'apanatge de Volokolamsk el 1513, els principats de Riazan el 1521 i Novgorod-Seversky el 1522, i va aprofitar la difícil posició de Segimon el Vell de Polònia per capturar Smolensk, la gran fortalesa oriental de Lituània però, malgrat la inferioritat en el nombre, després els polonesos aconseguiren infringir als russos una derrota sagnant el 1514
El papa Juli II, davant els èxits militars de Segimon I, el felicità calorosament i l'invità a formar una lliga amb objecte d'expulsar els turcs d'Europa; però aquests èxits excitaren també l'enveja de l'emperador Maximilià I, el qual va prometre el seu suport al tsar si aquest decidia reprendre les hostilitats. El desembre de 1512 un poderós exèrcit rus va penetrar a Lituània intentant capturar Smolensk, fracassant en dos setges en 1513 i la ciutat va caure el juliol de 1514, i malgrat la inferioritat en el nombre, després els polonesos aconseguiren infringir als russos una derrota sagnant el 1514 en la batalla d'Orša, però malgrat la seva victòria no van poder recuperar Smolensk.
Llavors Maximilià I abandonà als russos i va voler captar-se l'amistat de Segimon I oferint-li el seu suport per al Tractat de Viena (1515). El 1518, les forces russes van ser derrotades en el setge de Polotsk. Els russos van tornar a envair Lituània el 1519, atacant Orsha, Mogilev, Minsk, Vitebsk i Polotsk, i cap al 1521, Segimon havia derrotat Albert I de Prússia i s'havia aliat amb Kazan i Crimea contra Moscou. Meñli I Giray va atacar el principat de Moscou sent derrotat, i les tropes lituanes dirigides per Dashkovich van participar en l'atac i van intentar prendre Ryazan. El 1522 es va signar una treva de cinc anys, sense intercanvi de presoners i Rússia conservava el control de Smolensk. La treva es va ampliar posteriorment fins al 1534. Empesos secretament per l'emperador, els russos tornaren a realitzar diverses incursions ensems que l'Orde Livonià envaí també la Prússia polonesa amb auxili dels danesos; però Segimon va saber front aquestes amenaces.
El 1521, Basili va rebre un emissari del veí imperi safàvida iranià, enviat per Shah Ismail I, que tenia les ambicions de construir una aliança irano-russa contra l'enemic comú, l'Imperi otomà.
Basili va tenir el mateix èxit contra el Kanat de Crimea. Tot i que el 1519 es va veure obligat a comprar el khan de Crimea, Mehmed I Giray, sota les mateixes muralles de Moscou, cap al final del seu regnat va establir la influència russa sobre el Volga. El 1531–32 va col·locar al pretendent Cangali Khan al tron del Kanat de Kazan. Basili va ser el primer gran duc de Moscou que va adoptar el títol de tsar i l'àguila bicèfala de l'Imperi Romà d'Orient.
Basili va gaudir del suport de l’Església en la seva lluita amb l’oposició feudal, però el 1521, Varlaam el metropolità de Moscou va ser bandejat per negar-se a participar en la lluita de Basili contra el príncep Vasili Ivanovich Shemyachich, i els prínceps rurikides Vasili Shuisky i Ivan Vorotynsky també van ser enviats a l'exili. Durant el regnat de Basili III, la propietat de la noblesa va augmentar, mentre que les autoritats intentaven activament limitar les immunitats i privilegis dels boiars.